# Jesús Silva Herzog
José de Jesús Silva Herzog (San Luis Potosí, San Luis Potosí, 14 de noviembre de 1892-Ciudad de México, 13 de marzo de 1985) fue economista, periodista, escritor mexicano, destacado en historia y ensayo, que presidió el comité del tema petrolero que condujo a la nacionalización del petróleo en México, en marzo de 1938, durante el gobierno de Lázaro Cárdenas del Río. También, fue uno de los principales teóricos del desarrollo económico (véase teoría económica y teoría del desarrollo), basado en la sustitución de importaciones, y un prestigiado catedrático e investigador de la Escuela Nacional de Economía hasta sus últimos años, a pesar de una condición de pérdida de visión progresiva que le llevó a la ceguera, aun estando en activo.

## Primeros estudios; contribuciones como periodista
Nació en la ciudad de San Luis Potosí, el 19 de febrero de 1893, siendo hijo de Joaquín Silva Morredero y de Estefanía Herzog. Realizó sus primeros estudios en el Seminario de San Luis Potosí, pero al sufrir una afección en los ojos abandonó la secundaria. Residió en Nueva York de 1912 a 1914, y continuó sus estudios en la Pain Up Town Business School. En 1914, regresó a San Luis Potosí y colaboró con los periódicos El Demócrata y Redención. 
Participó como corresponsal en la Convención de Aguascalientes, y acompañó al general Eulalio Gutiérrez Ortiz. Fue prisionero durante la Revolución mexicana, cuando triunfaron los constitucionalistas, y salió libre, cuatro meses después de haber sido sometido a un Consejo de Guerra. En 1917, fue fundador de la revista Proteo, y se trasladó a la Ciudad de México. Continuó sus estudios en 1920, en la Escuela Nacional de Altos Estudios.

## Docencia y academia
Fue maestro en la Escuela Normal Primaria para profesores, en la Escuela Nacional de Maestros, en la Escuela de Verano (hoy Centro de Enseñanza para Extranjeros de la Universidad Nacional Autónoma de México), en la Escuela Nacional de Agricultura y en la Escuela Nacional de Economía, e impartió clases de inglés, de economía política, de historia económica y de sociología.
Fue fundador de las publicaciones Revista Mexicana de Economía (1929), Investigación Económica (1941) y del Instituto Mexicano de Investigaciones Económicas. Fue miembro de la Junta de Gobierno de la Universidad Nacional Autónoma de México, de 1945 a 1962. Fue presidente de la Sociedad Mexicana de Geografía y Estadística, de 1944 a 1946. Fue director de El Trimestre Económico entre 1948 y 1949. Fue miembro de la Junta de Gobierno del Fondo de Cultura Económica, de 1935 a 1962. Ingresó a El Colegio Nacional el 16 de noviembre de 1948. El 17 de octubre de 1956 ingresó como miembro numerario a la Academia Mexicana de la Lengua, donde ocupó la silla XIX. En 1962, recibió el Premio Nacional de Ciencias y Artes en el área de Historia, Ciencias Sociales y Filosofía de México. Se le otorgó la Medalla Belisario Domínguez del Senado de la República, en 1983.

## Fallecimiento
Murió en la Ciudad de México el 13 de marzo de 1985 y, por orden presidencial de Miguel de la Madrid, su cuerpo se trasladó el 14 de noviembre de 1988 a la entonces llamada Rotonda de los Hombres Ilustres, ahora denominada Rotonda de las Personas Ilustres.

## Expropiación petrolera
Durante los meses previos a la expropiación del petróleo en México colaboró para el informe del estado de la industria petrolera en 1937. Este documento fue base para las resoluciones de la Junta Federal de Conciliación y Arbitraje y para la emisión de sentencia de la Suprema Corte de Justicia del 1 de marzo de 1938, con el consecuente decreto realizado por el presidente Lázaro Cárdenas del Río el 18 de marzo de 1938. En mayo de 1939, tras el fallecimiento de Gustavo Espinoza Mireles, fue designado gerente de la Distribuidora de Petróleos Mexicanos. A pesar del boicot ejercido por las compañías petroleras, pudo comercializar el petróleo mexicano, y en mayo de 1940 participó en las negociaciones con la Sinclair Pierce Oil Co., para llegar a un acuerdo de indemnización.

## Obras
- Apuntes sobre evolución económica de México (1927)
- Un estudio del costo de la vida en México (1931)
- Los salarios y la empresa en México y en algunos otros países (1934)
- El pensamiento socialista: esquema histórico (1937)
- Historia y antología del pensamiento económico: Antigüedad y Edad Media (1939)
- Petróleo mexicano: historia de un problema (1941)
- Un ensayo sobre la Revolución Mexicana (1946)
- El pensamiento económico en México (1947)
- Meditaciones sobre México, ensayo y notas (1953)
- La crítica social de Don Quijote de la Mancha (1957)
- El agrarismo mexicano y la reforma agraria (1959)
- Breve historia de la Revolución Mexicana (1960)
- Los fundadores del socialismo científico: Marx, Engels, Lenin (1972)
- Una historia de la Universidad de México y sus problemas (1974)
- Lázaro Cárdenas: el pensamiento económico, social y político (1975)
- Historia de la expropiación de las empresas petroleras (1964)

## Hijos
Su hijo, Jesús Silva-Herzog Flores, economista, participó en los gobiernos de Luis Echeverría Álvarez, José López Portillo y Miguel de la Madrid Hurtado, en los que fungió como secretario de Hacienda, y su nieto, Jesús Silva-Herzog Márquez, es académico y trabaja como analista político en diversos medios de comunicación mexicanos. Daniel Silva-Herzog Flores, su otro hijo, es un reconocido endodoncista, fue coordinador de la maestría en esa especialidad en la Universidad Autónoma de San Luis Potosí y radica en Brasil, donde estudia su doctorado.